# Aroldo Martins
José Aroldo Souza Martins (São Paulo, 3 de julho de 1961) é um comunicólogo, professor e político brasileiro, eleito deputado à Câmara dos Deputados pelo Republicanos em 2018. É bispo licenciado da Igreja Universal do Reino de Deus.
Graduado em Filosofia e Teologia, Mestre em Adminstração de Empresas com especialização em Gestão Pública e Ciências Sociais, doutor em Direito Internacional e Ph.D em Filosofia das Religiões. Foi presidente e CEO da Record TV Internacional (Portugal) e Diretor Executivo da Record TV Network (Londres – Inglaterra).
Viveu como missionário fora do Brasil por 25 anos em 11 países, fala 5 idiomas e é mestre faixa preta 6 Dan em Taekwondo. Nas eleições de 2018, foi eleito deputado federal com 52 mil votos pelo estado do Paraná. Palestrante motivacional desde 1981, proferiu palestras em dezenas de países.
Foi candidato à vereador em Maceió, em 2016, pelo Republicanos, obteve 6038 votos.
Em 2022 concorreu novamente para deputado federal, mas não conseguiu se reeleger.